# ألفرد ريزينغر
ألفرد ريزينغر (بالألمانية: Alfred Reisinger)‏ (و. 1949  م) هو سياسي ألماني، ولد في اشتراوبينغ، هو عضوٌ الاتحاد الاجتماعي المسيحي، شارك في الانتخابات الرئاسية الألمانية 2009.

## مناصب
تولى منصب عضو البرلمان
- عضو مجلس الشورى الموحد لبافاريا

.